# پورت پیپاواف
پورت پیپاواف (انگلیسی: Port Pipavav) شرکت ترابری هندی است، که در سال ۱۹۹۶ تأسیس شد.